# Исас
Исас (Исаас) — река в России, протекает по Седельниковскому району Омской области. Устье реки находится в 181 км по левому берегу реки Уй, близ села Седельниково. Высота устья — 75 м над уровнем моря. Длина реки составляет 38 км.

## Данные водного реестра
По данным государственного водного реестра России относится к Иртышскому бассейновому округу, водохозяйственный участок реки — Иртыш от впадения реки Омь до впадения реки Ишим, без реки Оша, речной подбассейн реки — бассейны притоков Иртыша до впадения Ишима. Речной бассейн реки — Иртыш.